# Carretera Federal 117
La Carretera Federal Tlaxcala-San Martín Texmelucan es una carretera Mexicana libre que conecta la ciudad de Tlaxcala de Xicohténcatl con la ciudad de San Martín Texmelucan en aproximadamente 45 minutos.

## Descripción
La carretera comienza en el entronque con la Autopista México-Puebla en el municipio de San Martín Texmelucan, continúa su recorrido para después entroncarse con el Arco Norte de la Ciudad de México y tras unos minutos llegar a la división política con Tlaxcala en el municipio de Tepetitla de Lardizábal. Tras cruzar el occidente tlaxcalteca, finaliza en la ciudad de Tlaxcala en el recinto ferial y muy cerca del Libramiento Tlaxcala.

## Municipios que cruza
Estado de Puebla
- San Martín Texmelucan de Labastida

Estado de Tlaxcala
- Tepetitla de Lardizábal
- Ixtacuixtla de Mariano Matamoros
- Santa Ana Nopalucan
- Panotla
- Totolac
- Tlaxcala

## Lugares de interés que cruza
Estado de Puebla
- Central Camionera de San Martín Texmelucan
- Centro Comercial Plaza Crystal

Estado de Tlaxcala
- Instituto Tecnológico del Altiplano de Tlaxcala
- Recinto Ferial de la Ciudad de Tlaxcala

Empresas
- Servicios Estrella Azul de Occidente
- Beaker Textiles (Politel)
- Bayer de México
- Arcomex
- Adhesivos de México
- Industrias texel
- Porcelanite Lamosa Planta Keramica